# Amina al-Sadr
Amina Haydar al-Sadr (arabiska: آمنة حيدر الصدر), även känd som Bint al-Huda, född 23 februari 1937 i Kazimain, Bagdad, död 9 april 1980 i Bagdad, var en irakisk pedagog och politisk aktivist avrättad av Saddam Hussein tillsammans med sin bror, ayatolla sayyid Muhammad Baqir al-Sadr. 
Aminah Haidar as-Sadr föddes i Bagdad där hon så småningom skulle inrätta flera religiösa flickskolor. Hon spelade en viktig roll i att skapa islamisk medvetenhet bland de muslimska kvinnorna i Irak. Hon var i tjugoårsåldern när hon började skriva artiklar i al-Adwa, den islamiska tidningen som trycktes av de religiösa intellektuella i Irak år 1959. Hon var också välkänd för sitt deltagande i Safar-upproret år 1977. År 1980 greps Muhammad Baqir al-Sadr och Bint-al-Huda och avrättades senare av den irakiska regeringen. Hennes kropp återlämnades aldrig, men hennes begravningsplats sägs vara i Wadi al-Salam, Najaf.